# Яструб бразильський
Яструб бразильський (Accipiter erythronemius) — хижий птах роду яструбів родини яструбових ряду яструбоподібних. Мешкає в Південній Америці.

## Таксономія
Більшість систематиків, зокрема Американське орнітологічне товариство і BirdLife International вважають бразильського яструба підвидом неоарктичного яструба (A. striatus), однак деякі дослідники виділяють його в окремий вид, разом з еквадорським яструбом (A. ventralis) і білогрудим яструбом (A. chionogaster). 

## Опис
Виду притаманний статевий диморфізм. Довжина самців 23–30 см, розмах крил 42–58 см, вага 82–115 г. Довжина самок 29–37 см, розмах крил 58–68 см, вага 150–219 г. Довжина хвоста 12–19 см.
Верхня частина тіла темно-сірого кольору, нижня сторона біла з рудуватими смужками на горлі і верхній частині грудей. На щоках можуть бути руді плями. Стегна коричневого кольору. Хвіст темний з великими чорно-сірими смугами. Очі й ноги жовті.

## Поширення
Цей вид мешкає від південно-східної Болівії і південної Бразилії до Парагваю, Уругваю і північної Аргентини. У деяких регіонах, зокрема в Аргентині це сезонний птах. Бразильський яструб живе в рівнинних тропічних і субтропічних лісах, на півдні Болівії і в аргентинській провінції Жужуй — у високогірних лісах. Їх також можна зустріти в заболочених або посушливих місцях, поблизу людських поселень.

## Раціон
Зазвичай білогрудий яструб полює на невеликих пташок.

## Розмноження
В кладці від 3 до 8 яєць (зазвичай 4–5) розміром 37,6 мм × 30 мм і вагою 19 г. Інкубаційний період триває 30 днів. Після вилуплення пташенят мати доглядає за ними ще від 16 до 23 днів. У місячному віці пташенята покриваються пір'ям і ще чотири тижні продовжують покладатися на піклування батьків.

## Збереження
Це численний і поширений птах. Хоча він не внесений до Червоного списку МСОП, імовірно він отримав би статус LC (найменший ризик).